# 완화구

완화 구의 위치

완화구(한국어: 만화구, 중국어: 萬華區, 병음: Wànhuá Qū)는 대만 타이베이시의 시할구이다. 넓이는 8.8522km2이고, 인구는 2015년 8월 기준으로 194,132명이다. 대만어로는 방카라고 발음한다.

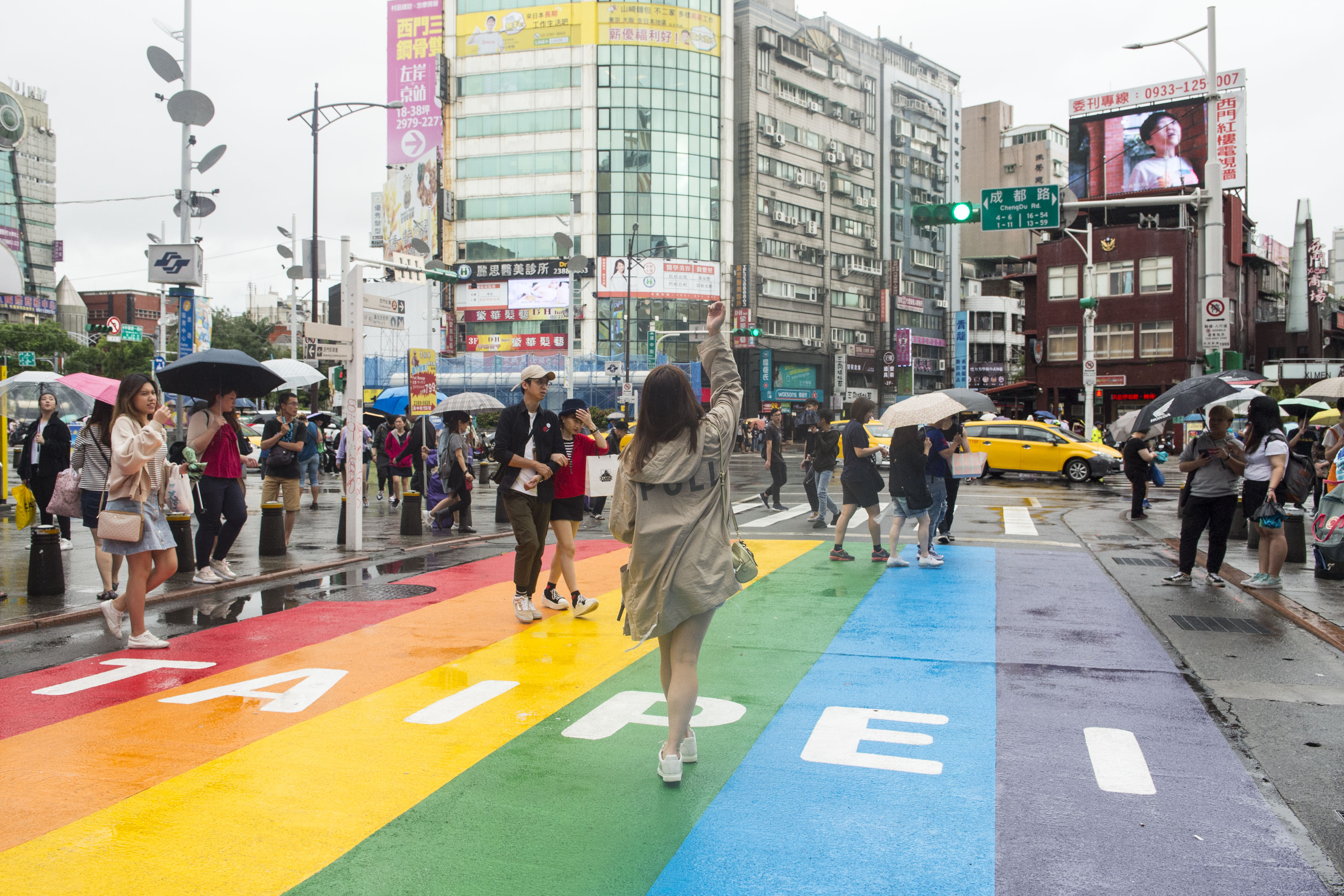
시먼딩

## 지리
완화구의 유명한 관광 명소는 시먼딩으로, 시먼딩은 해외 관광객과 젊은이들에게 인기 있는 관광 명소입니다.

## 역사
완화에는 옛날에는 대만 원주민 평포족과 케타가란족이 살고 있었고 케타가란어로 '통나무배'를 의미하는 방카가 어원이다. 이러한 이름은 산에서 자른 나무를 이 지구를 흐르는 강을 통해 통나무배로 다른 장소로 옮긴 데에서 유래한다. 타이완 어음으로 방카(艋舺)라는 한자가 붙여졌다. 타이베이에서 가장 오래된 지역이며 현재의 구이양가와 환허난로 입구 부근의 사모주번사가 그 발상지이다. 1709년, 진뢰장이 복건 거주민을 인솔해 배로 이주했다.
1920년의 대만 총독부에 의한 행정 개편 속에서 타이베이에 다이호쿠 주가 설치되면서 발음도 유사하고 '만년의 번영'이라는 염원을 담아 만카(萬華)로 개칭되었다. 대만어에서는 옛 이름인 방카(艋舺)도 현재 사용되고 있으며 간선도로의 이름이 되어 있다.

## 하위 행정구역
- 푸싱리(福星里)
- 완서우리(萬壽里)
- 시먼리(西門里)
- 신치리(新起里)
- 차이위안리(菜園里)
- 런더리(仁德里)
- 푸인리(福音里)
- 칭산리(青山里)
- 푸민리(富民里)
- 푸푸리(富福里)
- 류샹리(柳鄉里)
- 화장리(華江里)
- 뤼티리(綠堤里)
- 탕부리(糖廍里)
- 허핑리(和平里)
- 솽위안리(雙園里)
- 딩숴리(頂碩里)
- 르산리(日善里)
- 취안더리(全德里)
- 중더리(忠德里)
- 샤오더리(孝德里)
- 진더리(錦德里)
- 허더리(和德里)
- 밍더리(銘德里)
- 바오더리(保德里)
- 룽더리(榮德里)
- 화중리(華中里)
- 싱더리(興德里)
- 서우더리(壽德里)
- 르샹리(日祥里)
- 중전리(忠貞里)
- 신중리(新忠里)
- 신안리(新安里)
- 신허리(新和里)
- 링샤오리(凌霄里)
- 텅윈리(騰雲里)

## 교통
시먼역